# Kanikuly strogogo rezjima
Kanikuly strogogo rezjima (russisk: Каникулы строгого режима, da.: Helligdage med strengt regime) er en russisk spillefilm fra 2009 instrueret af Igor Zajtsev. Filmens producere er Anatolij Maksimov og Dzhanik Fayziev.

## Medvirkende
- Sergej Bezrukov som Viktor Sumarokov
- Dmitrij Djuzjev som Jevgenij Koltsov
- Aljona Babenko som Tatjana Pantelejeva
- Vladimir Mensjov som Nikolaj Vysjkin
- Ljudmila Poljakova som Zinaida Obraztsova